# 코비 브라이언트
코비 빈 브라이언트(영어: Kobe Bean Bryant, 1978년 8월 23일~2020년 1월 26일)는 미국의 은퇴한 농구 선수이다. 선수 시절 포지션은 슈팅 가드로 NBA 로스앤젤레스 레이커스의 소속으로 활약하며 5회의 우승(2000 ~ 2002, 2009, 2010)을 거두었다. 필라델피아 세븐티식서스에서 선수 생활을 했고 WNBA의 로스앤젤레스 스파크스의 전 감독으로 활동한 조 브라이언트의 외아들이기도 하다. 현역 시절 별명은 "블랙 맘바"(Black Mamba)이다.

## 어린 시절과 교육
필라델피아에서 태어난 브라이언트는 전 전미 농구 협회(NBA)에서 활동한 농구 선수 조 브라이언트와 패멀라 콕스 브라이언트의 3명의 자식들 중 막내로 유일한 아들이다. 그는 또한 농구 선수 조 "처비" 콕스의 외조카이기도 하다.  그의 부모는 레스토랑 메뉴에 본 일본 효고현 고베(일본어: 神戸,kōbe)의 유명한 쇠고기 요리를 따서 그의 이름을 코비라고 지었다.  그의 중앙 이름 "빈"은 부친의 별명이 "젤리빈"이란 이유로 붙여졌다.  브라이언트는 로마 가톨릭 신앙으로 자라왔다.  코비가 6세 때 부친은 NBA로부터 은퇴하고 낮은 수준에서 프로 농구를 지속적으로 하는 데 가족을 이탈리아 리에티로 이주시켰다. 코비는 자신의 새로운 생활에 익숙해지고 이탈리아어를 유창하게 하는 데 배웠다. 여름 동안에는 그는 농구의 여름 리그에서 활약하는 데 미국으로 돌아오려고 하였다.
브라이언트는 3세 때 농구를 하기 시작하였고, 성장하면서 레이커스가 그의 가장 좋아하는 팀이었다.  이른 나이에 그는 또한 축구를 하는 것을 배우고 자신이 제일 좋아하는 팀은 AC 밀란이었다.  부친이 1991년 현역에서 은퇴했을 때 그의 가족은 미국으로 돌아왔다.

### 고교 시절

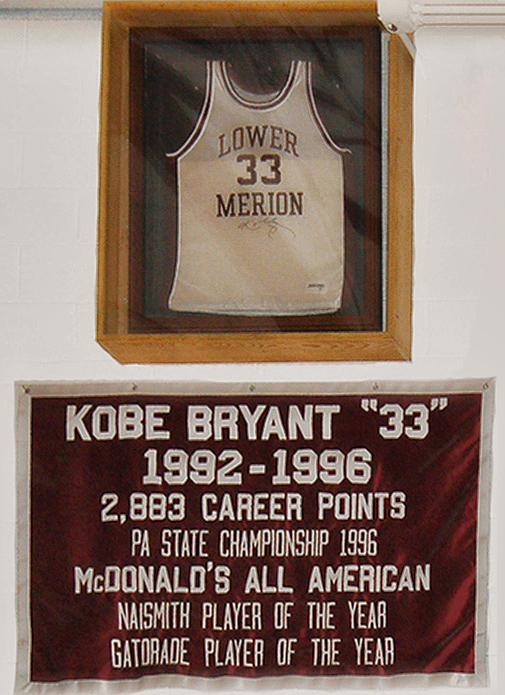
로어메리언 고등학교 체육관에 있는 브라이언트의 영구 결번 등번호 33번 셔츠와 기치

브라이언트는 필라델피아 외곽 로어메리언에 위치한 아드모어에 있는 로어메리언 고등학교에서 눈부신 고등학교 경력 동안 국내적 인정을 얻었다.  그는 신입생으로서 대학 농구 팀에 활약하였다.  그는 로어메리언의 대학 팀을 위하여 시작하는 데 10년간의 세월에 첫 신입생이 되었으나 팀은 4승 20패의 기록과 함께 끝냈다.  이어진 3년에 브라이언트가 5개의 포지션을 전부 활약하면서 에이시스는 77 승 13 패의 기록을 수집하였다.  자신의 주니어 해에 그는 31.1 포인트, 10.4 리바운드와 5.2 어시스트를 평균하였고 "올해의 펜실베이니아주 선수"로 임명되어 진행에서 대학 신병들로부터 주의를 끌어들였다. 듀크 대학교, 미시간 대학교, 노스캐롤라이나 대학교와 빌라노바 대학교가 그의 명단에 정상에 있었고, 케빈 가넷이 1995년 NBA 드래프트의 첫 라운드에 갈 때 브라이언트는 곧장 프로로 가는 것을 숙고하기 시작하였다.
아디다스 ABCD 캠프에서 브라이언트는 훗날의 NBA 동료 선수 라마 오덤과 더불어 활약하는 동안 1995년의 시니어 MVP 상을 수상하였다.  고등학교에서 재학하는 동안 당시 필라델피아 세븐티식서스의 감독 존 루카스는 브라이언트가 제리 스택하우스와 1 대 1로 활약한 팀과 함께 연습 경기를 가지는 데 그를 초청하였다.  고등학교에서 자신의 시니어 해에 브라이언트는 53년 만에 에이시스를 그들의 첫 주립 선수권으로 이끌었다.  경주가 열리는 동안 그는 에이시스를 31 승 3 패의 기록으로 이끌면서 30.8 포인트, 12 리바운드, 6.5 어시스트, 4 스틸과 3.8 블록 슛을 평균하였다.  브라이언트는 자신의 고등학교 경력을 2883의 포인트에서 펜실베이니아주 남동부의 사상 지도적인 득점으로서 마쳐 윌트 체임벌린과 라이오넬 시먼스 둘다를 앞섰다.
브라이언트는 로어메리언에서 자신의 시니어 해 동안 자신의 뛰어난 상연으로 몇몇의 상을 받았다.  상은 "올해의 네이스미스 고등학교 선수" 상, "게이터레이드 올해의 국내 농구 선수" 상, "맥도날드 올아메리칸" 상과 "USA 투데이 올USA 퍼스트 팀 선수" 상을 포함하였다.  브라이언트의 대학 코치 그렉 다우너는 그가 "지배하는 완료적 선수"였다고 소감을 남기고 그의 활동 윤리는 물론 팀의 최고 선수로서 그를 칭찬하였다.

## 프로 경력

### 1996년 NBA 드래프트
샬럿 호네츠의 지명을 받자마자 트레이드되어 로스앤젤레스 레이커스에 입단했다. 당시 로스앤젤레스 레이커스의 감독 제리 웨스트에 의하면 1996년 NBA 드래프트에 대비하여 브라이언트는 레이커스의 전직 선수 래리 드루와 마이클 쿠퍼에 연습 시합을 한 로스앤젤레스에서 연습 운동을 하였다. 레이커스는 자유 계약 센터 샤킬 오닐에게 제공을 만드는 데 샐러리의 공간을 제거하는 순서에서 자신들의 출발 센터 블라데 디바치를 이적시키는 데 추구하고 있었다. 당시 샬럿 호네츠의 총스카웃 빌 브랜치는 드래프트가 있기 하루 전에 13번에서 자신들의 드래프트 선발을 이적하는 데 호니츠가 동의하였다고 한다. 이적 동의서에 대비하여 호니츠는 브라이언트를 드래프트 하는 데 전혀 숙고하지 않았다.  드래프트가 있는 동안 레이커스는 선발이 이루어지기 전에 레이커스는 순간을 선발한 호니츠에게 말하였다.  브라이언트는 고등학교에서 나온 곧바로 드래프트된 처음이자 마지막 가드였다.
드래프트 후, 이적은 디바치가 레이커스로부터 이적되기 보다 은퇴하기로 협박할 때 위험에 놓였다.  하지만 6월 30일 디바치는 자신의 협박에 마음이 부드러워 지고 리그의 오프시즌 금지령이 끝날 때 이적이 7월 9일 최종적으로 이루어졌다.  당시 브라이언트가 아직 17세였던 이래 그의 부모는 그가 시즌이 시작되기 전 18세가 될 때 자신이 직접 계약을 맺을 수 있을 때까지 레이커스와 함께 그의 계약을 함께 맺어야 했다.  브라이언트는 총 3.5 백만 달러의 3년 신인 선수 계약을 맺었다.

### NBA로 조정 (1996년 ~ 99년)
브라이언트는 캘리포니아주 롱비치에서 여름 프로 리그에 데뷔하여 입석의 관중 앞에서 25 포인트를 득점하였다.  디펜더들은 그의 앞으로 오는 데 분투하고 그의 상연은 제리 웨스트와 레이커스의 코치 델 해리스를 신나게 하였다.  그는 끝장에서 36 포인트를 득점하고 4개의 경기에서 24.5 포인트와 5.3 리바운드의 평균과 함께 끝냈다.  1996년 ~ 97년 시즌에 신인 선수로서 브라이언트는 대부분 가드 에디 존스와 닉 밴 엑셀의 뒤로 벤치로부터 중지되었다.  당시 그는 NBA 경기에서 활약하는 데 최연소 선수(저메인 오닐과 전 동료 선수 앤드루 바이넘에 의하여 깨진 이래의 기록 18세 72일)가 되었다.  시초적으로 브라이언트는 한정된 분들에 뛰었으나 시즌이 지속되면서 그는 더 많은 활약 시간을 보기 시작하였다.  시즌의 말기에 그는 한 경기에 15.5 분을 평균하였다.  올스타 주말 동안 브라이언트는 신인 선수 도전에 참가하여 1997년 슬램덩크 시합을 우승하여 18세의 나이에 최연소 덩크 챔피언이 되었다.  그해를 통하여 브라이언트의 상연은 그에게 벤치 동료 선수 트래비스 나이트와 함께 NBA 올루키 세컨드 팀에 자리를 주었다.  레이커스는 유타 재즈를 상대로 플레이오프에서 서부 컨퍼런스 준결승전으로 진출하였으며 브라이언트가 5번째 경기의 말기에 지도적 역할로 밀어나갔다.  바이런 스캇은 손목이 삐면서 경기를 놓치고, 로버트 호리가 재즈의 제프 호나섹와 싸우면서 퇴장당하고, 샤킬 오닐은 4번째 쿼터에서 1분 46초가 남으면서 파울볼이 상대 선수에게 잡혀 아웃되었다.  브라이언트는 경기의 말기에서 4개의 풍선을 쏘고, 재즈는 레이커스를 4 대 1로 탈락시키는 데 연장전에 98 대 93으로 우승하였다.  그는 처음에 4번째 쿼터에서 경기를 우승하는 2 포인트 점프 슛을 뿜고, 그러고나서 마지막 분에 2개의 트라이 슛을 포함한 3개의 3점 슛을 불발하였다.
브라이언트의 2번째 시즌에 그는 더 많은 활약 시간을 받고 재능있는 어린 가드로서 자신의 더 많은 능력을 보이기 시작하였다.  결과로서 브라이언트의 포인트 평균은 한 경기에 7.6에서 15.4로 2배 이상을 넘었다.  브라이언트는 자신이 보통 후원한 가드들 사이에 그가 작은 포워드로 활약하는 것을 보인 레이커스가 소규모로 활약할 때 분들에서 증가를 보았다.  그는 올해의 NBA의 6번째 선수 상을 위하여 준우승을 하였고, 팬의 투표를 통하여 그는 또한 NBA 역사상 최연소 NBA 올스타 출발 선수가 되었다. 1983년 같은 올스타 경기에서 같은 팀에 4명의 선수들이 선발된 이래 그는 동료 선수들 오닐, 밴 엑셀과 존스에게 가입되었다.  브라이언트의 한 경기의 15.4 포인트는 시즌에 아무 비출발 선수들 중의 최고였다.
1998년 ~ 99년 시즌은 리그에서 브라이언트의 출현을 1위의 가드로서 특정을 지었다.  출발 가드 밴 엑셀과 존스가 이적되면서 브라이언트는 록아웃으로 짧아진 50개의 경기 시즌을 위하여 모든 경기를 시작하였다.  그 시즌 동안 브라이언트는 7천만 달러 가치의 6년 연장 계약을 맺었다.  이 일은 그를 2003 ~ 04년 시즌의 말기까지 레이커스와 간직하였다.  자신 경력의 이른 무대에서 마저 스포츠 기사들은 그의 실력들을 마이클 조던과 매직 존슨의 실력들과 비교하고 있었다.  레이커스가 서부 컨퍼런스 준결승전에서 샌안토니오 스퍼스에 의하여 휩쓸어지면서 플레이오프 결과들은 나아지지 않았다.

### 3연패 (1999년 ~ 2002년)
브라이언트의 행운들은 1999년 필 잭슨이 레이커스의 총감독으로서 차지할 때 향상되었다.  확고한 향상의 세월 후, 브라이언트는 리그에서 최고의 슈팅 가드들 중의 하나가 되어 리그의 올NBA, 올스타와 올디펜시브 팀들에 출연을 얻었다.  레이커스는 전설적인 센터-가드의 결합을 이룬 브라이언트와 오닐 아래 챔피언십 경쟁자가 되었다.  잭슨 감독은 시카고 불스와 함께 6개의 챔피언십을 우승하는 데 자신이 이행한 삼각 공격을 이용하였고, 이 공격은 브라이언트와 오닐 둘다에게 NBA의 엘리트 층으로 오르는 데 도움을 주었다.  3개의 결과적 챔피언은 2000년, 2001년과 2002년 연속적으로 우승하였다.
브라이언트는 워싱턴 위저즈를 상대로 시즌 전의 경기가 있는 동안 일어난 자신의 손 부상의 이유로 1999년 ~ 2000년 시즌의 출발에 대비하여 6주 동안 출장하지 못하였다.  브라이언트가 돌아와 경기에 28분 이상을 뛸 때 그는 그 시즌 동안 전부의 정적인 분류들에서 증가를 가졌다.  이 일은 한 경기에 어스스티와 스틸에서 팀을 지도하는 것을 포함하였다.  오닐과 브라이언트의 듀오는 레이커스를 67개의 경기들을 우승하는 데 이끈 강한 벤치를 후원하여 NBA 역사상 5번째로 가장 많은 기록을 위하여 동일시 하였다.  이 일은 오닐이 MVP 상을 수상하고, 브라이언트가 자신 경력에서 처음으로 올NBA 팀 세컨드 팀과 올NBA 디펜시브 팀으로 임명되면서 이어졌다.  플레이오프들에서 오닐에게 2번째 사취를 하는 동안 브라이언트는 포틀랜드 트레일블레이저스를 상대로 서부 컨퍼런스 결승전의 7번째 경기에서 25 포인트, 11 리바운드, 7 어시스트와 4개의 블록을 포함한 어떤 붙들은 상연들을 가졌다.  그는 또한 경기와 시리즈를 움켜쥐는 데 오닐에게 영차의 패스를 던지기도 하였다.  인디애나 페이서스를 상대로 2000년 결승전에서 브라이언트는 페이서스의 제일린 로즈의 발에 상륙한 후 2번째 경기의 2번째 쿼터에서 자신의 발목에 부상을 입었다.  로즈는 후에 자신의 발을 브라이언트의 아래에 고의로 놓았다고 인정하였다.  브라이언트는 경기에 돌아오지 않았고, 그는 또한 부상의 이유로 3번째 경기를 놓쳤다.  4번째 경기에서 브라이언트는 후반전에서 22 포인트를 득점하고, 오닐이 경기의 밖으로 파울이 되면서 팀을 연장전 승리로 이끌었다.  브라이언트는 레이커스를 120 대 118로 앞서는 데 놓는 데 우승 슛을 득점하였다.  6번째 경기의 116 대 111의 승리와 함께 레이커스는 1988년 이래 자신들의 첫 챔피언십을 우승하였다.
통계적으로 2000년 ~ 01년 시즌은 브라이언트가 이전의 해와 비슷하게 상연하는 것을 보았으나 그는 한 경기에 6 포인트 이상을 평균하였다.  그 일은 또한 브라이언트와 오닐 사이에 불동의들이 일어나기 시작한 한해이기도 하였다.  다시 한번 한 경기에 5 어시스트에서 팀을 이끌었다.  레이커스는 56개 만의 경기들을 우승하여 지난해부터 11개의 경기들로 떨어졌다.  레이커스는 플레이오프들에서 15 승 1 패로 가면서 응답하였다.  그들은 연장전에서 필라델피아 세븐티식서스를 상대로 자신의 첫 경기를 패하기 전에 결승전으로 진출하는 데 포틀랜드 트레일블레이저스, 새크라멘토 킹스와 샌안토니오 스퍼스를 쉽께 휩쓸었다.  그들은 다음 4개의 경기들을 우승하고 많은 시즌 만큼 로스앤젤레스로 자신들의 2번째 챔피언십을 가져오려고 하였다.  플레이오프들이 있는 동안 브라이언트는 자신의 통계를 한 경기에 29.4 포인트, 7.3 리바운드와 6.1 어시스트로 올려 가져온 무거운 분들을 뛰었다.  플레이오프에서 동료 선수 오닐은 브라이언트를 리그에서 최고 선수로 선언하였다.  브라이언트는 정렬에서 2번째 해를 위하여 올NBA 세컨드 팀과 올NBA 디펜시브 팀으로 이루고 말았다.  추가로 그는 정렬에서 3번째 해를 위하여 NBA 올스타 경기에서 출발하는 데 투표되기도 하였다.
2001년 ~ 02년 시즌에서 브라이언트는 자신 경력에서 처음으로 80개의 경기들을 뛰었다.  그는 한 경기에 25.2 포인트, 5.5 리바운드와 5.5 어시스트를 평균하면서 자신의 만능의 활약을 지속하였다.  그는 또한 경력 최고의 46.9%의 슈팅을 가졌고, 다시 한번 어시스트에서 자신의 팀을 이끌었다.  그는 필라델피아에서 31 포인트의 상연 후 자신의 첫 올스타 NBA 트로피를 주장하였다.  올NBA 디펜시브 팀으로 다시 이루는 동안 그는 또한 자신 경력에서 처음으로 올NBA 퍼스트 팀으로 승진되기도 하였다.  레이커스는 그해에 58개의 경기들을 우승하고, 주 안에서 라이벌 팀 새크라멘토 킹스의 뒤로 퍼시픽 디비전에서 2위를 하였다.  브라이언트는 3월 1일 페이서스에 승리를 거둔 후, 페이서스의 레지 밀러를 주먹으로 친 후 1개의 경기에 출전 정지를 당하였다.
결승전으로 길은 레이커스가 이전해에 가진 라운드 활약보다 더욱 완고함으로 증명되었다.  레이커스가 트레일블레이저스를 휩쓸고 플레이오프의 첫 2개의 라운드에서 스퍼스를 4 대 1로 꺽은 동안 레이커스는 킹스를 상대로 홈코트의 장점을 가지지 않았다.  시리즈는 7개의 경기들로 뻗어져 2000년 서부 컨퍼런스 결승전 이래 레이커스에게 생긴 첫 일이었다.  하지만 레이커스는 자신들의 디비전 라이벌들을 꺾고 자신들의 3연속 NBA 결승전 출연들을 이루어낼 수 있었다.  뉴저지 네츠를 상대로 2002년 결승전에서 브라이언트는 한 경기에 26.8 포인트, 51.4% 슈팅, 5.8 리바운드, 5.3 어시스트를 평균하였다.  23세의 나이로 브라이언트는 3개의 챔피언십을 우승하는 데 최연소 선수가 되었다.  브라이언트의 활약은 두드러졌고 경기의 4번째 쿼터에서그의 상연으로 칭송을 받았다.  이 일은 브라이언트의 평판을 "움켜쥐는 선수"로서 굳혔다.

### 2002년 ~ 04년 시즌

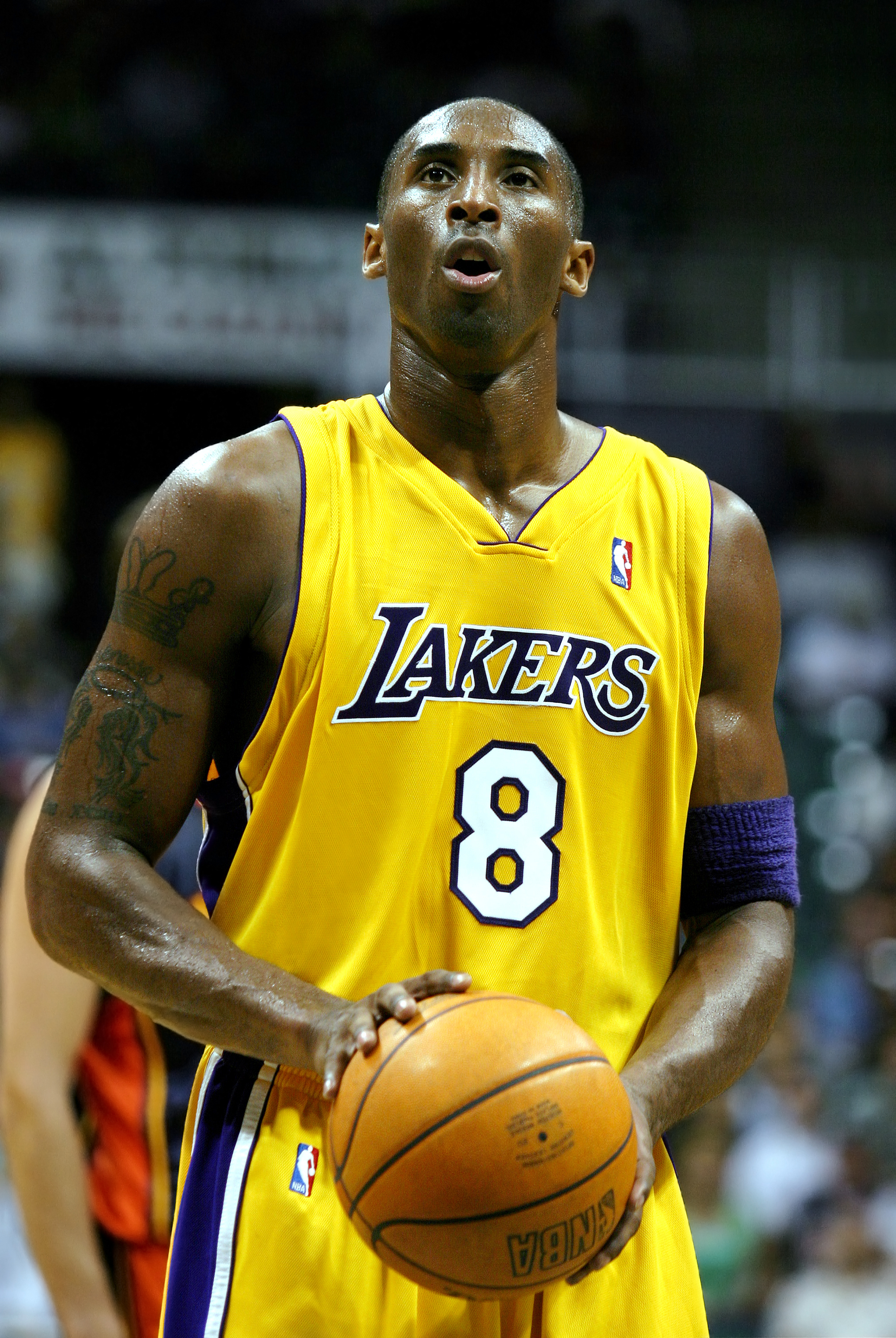
프리스로 라인에서 (2005년)

2002년 ~ 03년 시즌에서 브라이언트는 시애틀 슈퍼소닉스를 상대로 12점을 만들 때 2003년 1월 7일 경기에서 3점 슛을 위한 NBA 기록을 세웠다.  그는 한 경기에 30 포인트를 평균하고, 역사적인 활약에 착수하여 2월 전체에 40.6을 평균하는 동안 9개의 연속적 경기들에서 40 혹은 그 이상의 평균을 득점하였다.  추가로 그는 한 경기에 6.9 리바운드, 5.9 어시스트와 2.2 스틸을 평균하여 그 포인트에 경력 사상 최고였다.  브라이언트는 다시 한번 올NBA와 올디펜시브 퍼스 팀 둘다로 투표되었고, MVP 상을 위한 투표에서 3위를 하였다.  정규 시즌에서 40 승 32 패로 끝낸 후, 레이커스는 플레이오프들에서 벌버둥치고 결국적인 NBA 챔피언 샌안토니오 스퍼스에게 6개의 경기들에서 서부 컨퍼런스 준결승전을 패하였다.
2003년 ~ 04년 시즌에 이어 레이커스는 NBA 챔피언십에서 또다른 후원을 이루는 데 NBA 올스타 칼 멀론과 게리 페이턴을 취득할 수 있었다.  브라이언트는 시즌이 시작되기 전에 성폭행으로 체포되었다.  이 일은 브라이언트의 법원 출연의 이유로 그가 어떤 경기들을 놓치는 원인을 가져왔다.  정규 시즌의 마지막 경기에서 레이커스는 포틀랜드 트레일블레이저스를 상대로 경기를 가졌다.  4번째 쿼터의 말기에 브라이언트는 연장전으로 보내지는 데 1.1초가 남으면서 3 포인트를 이루었다.  경기는 결국적으로 레이커스가 트레일블레이저스를 105 대 104로 통과하는 데 시간이 만기되면서 브라이언트가 또 다른 3 포인트를 이룬 2번째 연장전으로 갔다.
오닐, 말론, 페이턴과 브라이언트의 출발 정렬과 함께 레이커스는 NBA 결승전에 진출할 수 있었다.  하지만 그들은 1990년 이래 자신들의 첫 챔피언십을 우승한 디트로이트 피스턴스에 의하여 5개의 경기들에서 패하였다.  그 시리즈에서 브라이언트는 한 경기에 22.6 포인트와 4.4 어시스트를 평균하였다.  그는 필드로부터 35.1% 슛을 쏘았다.  잭슨의 총감독으로서 계약은 재개되지 않고, 루디 토먀노비치가 차지하였다.  오닐은 라마 오덤, 캐런 버틀러와 브라이언 그랜트를 위하여 마이애미 히트로 이적되었다.  이어진 날에 브라이언트는 로스앤젤레스 클리퍼스와 계약을 맺는 데 제공을 거부하고, 레이커스와 함께 7년 계약을 다시 맺었다.

### 득점 기록과 플레이오프 패배들 (2004년 ~ 07년)
브라이언트는 이전의 해에 생긴 모든 것으로부터 자신의 평판이 손해를 당하면서 2004년 ~ 05년 시즌 동안 가깝게 세밀히 조사되고 비판을 받았다.  특히 손해당한 단서는 잭슨이 〈The Last Season:A Team in Search of Its Soul〉을 저서할 때 왔다.  이 책은 레이커스의 소란스러운 2003년 ~ 04년 시즌의 사건들을 상술하였고 브라이언트의 비판들의 다수를 가졌다.  책에서 잭슨은 브라이언트를 "코치할 수 없다"고 불렀다.  시즌을 통한 중반에 토먀노비치는 갑자기 레이커스의 총감독으로서 사임하여 건강 문제들과 지침의 재현을 인용하였다.  토먀노비치 없이 레이커스의 시즌 나머지의 책무는 경력 수석 코치 프랭크 햄블렌에게 떨어졌다.  브라이언트는 한 경기에 27.6 포인트에서 리그의 2번째로 지도적인 득점자였으나 그는 표준 이하의 후원 배역들에 의하여 둘러싸였고, 레이커스는 34 승 48 패로 가 10년간의 세월에 처음으로 플레오프들을 놓쳤다.  그가 NBA 올디펜시브 팀에 이루지 못하고, 또한 올NBA 서드 팀으로 강등되면서 그해는 NBA에서 브라이언트의 전체 지위에서 떨어짐을 의미하였다.  시즌 동안 브라이언트는 또한 멀론과 레이 앨런과 공공적 불화들에 착수되었다.
2005년 ~ 06년 시즌은 브라이언트의 농구 경력에서 네거리로 특정을 지었다.  브라이언트와 지난 다름들에 불구하고, 잭슨은 레이커스를 감독하는 데 돌아왔다.  브라이언트는 동작을 보증하고, 전부의 출연들에 의하여 둘은 후반전을 함께 잘 해나가 레이커스를 플레이오프들로 다시 이끌었다.  브라이언트의 개인적 득점 성취들은 그의 경력의 가장 좋은 통계적 시즌에 결과들을 놓았다.  2005년 12월 20일 브라이언트는 댈러스 매버릭스를 상대로 3개의 쿼터에서 62 포인트를 득점하였다.  4번째 쿼터로 들어간 브라이언트는 전체의 매버릭스 팀을 62 대 61로 득점 매겨 슈팅 시간의 소개 이래 선수가 3개의 쿼터를 통하여 이 일은 해내는 데 단 한번이다.  레이커스가 2006년 1월 16일 레이커스가 마이애미 히트를 향할 때 브라이언트와 샤킬 오닐은 경기 전에 악수와 포옹에서 착수하면서 표제를 만들어 그들 사이에 괴롭혀진 불화에서 변화를 의미하였다.  1달 후, 그해의 NBA 올스타 경기에서 2명은 함께 웃은 것으로 보였다.

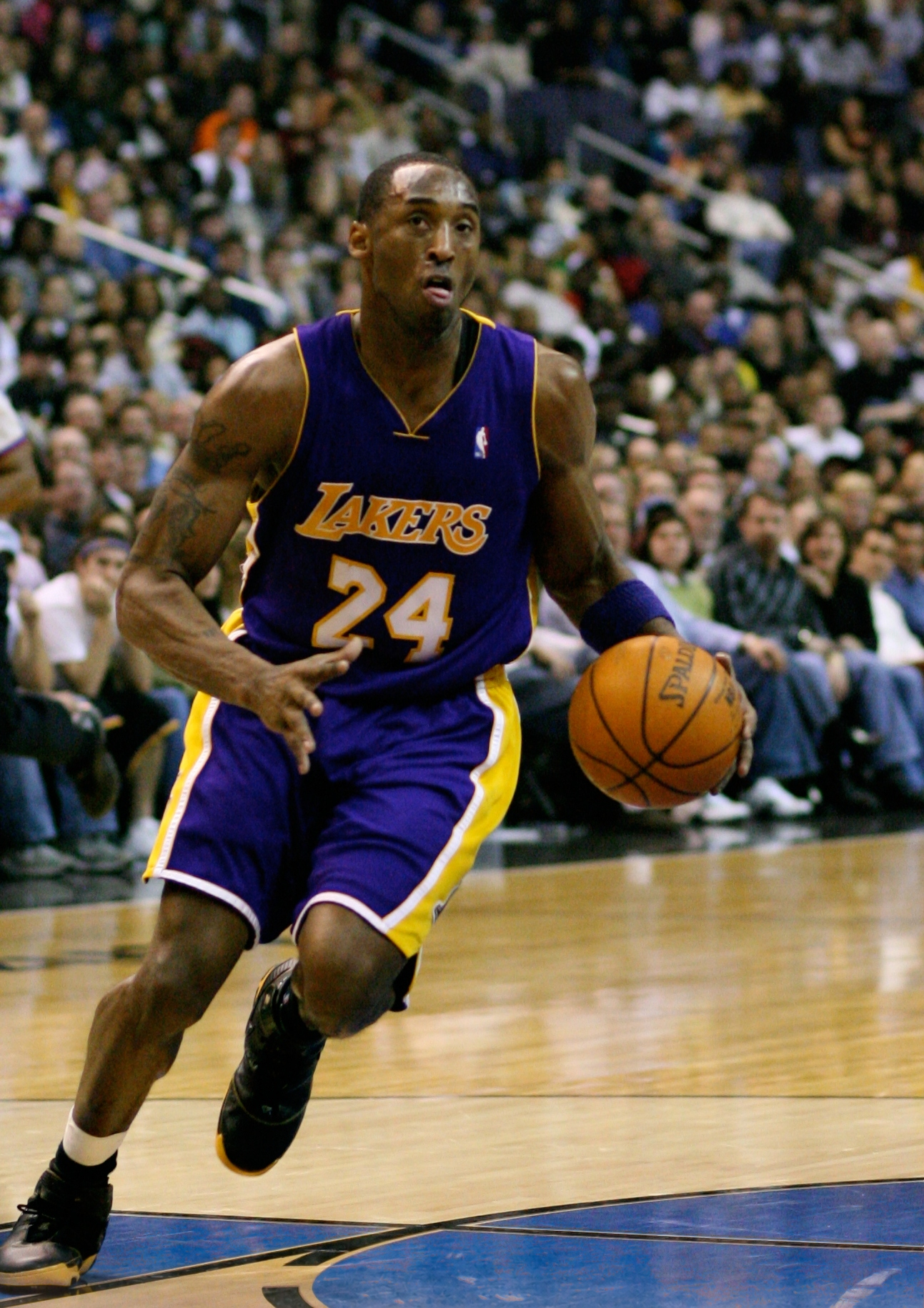
바스켓을 향하여 공을 모는 브라이언트

스테이플스 센터에서 토론토 랩터스를 상대로 브라이언트는 경력 사상의 81 포인트를 득점하여 NBA 역사상 2번째로 최고의 싱글 득점 상연으로 1962년 윌트 체임벌린에 의한 듣점 만을 능가하였다.
체임벌린이 되풀이적으로 블로아웃 우승에서 내부 슛을 위하여 동료 선수들에 의하여 주어진 것에 반하여 브라이언트는 레이커스가 14점에 의한 하프 타임에서 끌어지고 4번째 쿼터에서 후퇴할 때까지 자신 소유의 슛(대부분 외부로부터)을 창조하였다.  경기들이 더욱 빠르게 속력을 내고 득점 기회들이 더욱 힘든 시기에 활약한 체임벌린은 세븐티식서스의 169 대 147의 우승에서 자신 팀의 포인트들의 59%를 위한 계산은 레이커스의 122 포인트들의 득점된 브라이언트의 66%와 비교된다.  같은 달에 브라이언트는 또한 1964년 이래 4개의 연속적 경기들에서 45 혹은 그 이상의 포인트를 득점하는 데 첫 선수가 되어 그렇게 하는 데 체임벌린과 엘진 베일러에 가입하였다.  1월을 위하여 브라이언트는 한 경기에 43.4 포인트를 평균하여 NBA 역사상 8번째로 최고의 싱글의 달과 체임벌린보다 다른 선수를 위하여 최고였다.  2005년 ~ 06년 시즌의 말기에 브라이언트는 가장 많은 27개의 40 포인트 경기들과 2832개의 가장 많이 득점한 포인트를 위한 레이커스의 싱글 시즌 프랜차이즈 기록을 세웠다.  그는 한 경기에 35.4 포인트를 평균하면서 처음으로 리그의 득점 타이틀을 우승하여 한 시즌에 최소한 36의 평균으로 리그 역사상 5번째의 선수가 되었다.  브라이언트는 그해의 NBA MVP 상을 위한 투표에서 4위를 하였으나 22개의 1위 투표들을 받아 우승자 스티브 내시 만으로 2위였다.
시즌의 후기에 브라이언트가 2006년 ~ 07년 시즌의 시작에서 브라이언트가 자신의 등번호를 8번에서 24번으로 바꾼다고 보고되었다.  브라이언트의 첫 고등학교 등번호는 그가 33번으로 바꾸기 전에 24번이었다.  레이커스의 시즌이 끝난 후, 브라이언트는 TNT에 자신이 신인 선수로서 24번을 원하였으나 카림 압둘자바와 함께 영구 결번된 33번이었으면서 무효였다고 말하였다.  브라이언트는 아디아스 ABCD에서 143번을 입고 그 숫자들을 더하면서 8번을 선택하였다.  플레이오프의 첫 라운드에서 레이커스는 피닉스 선스에 3 대 1의 시리즈 지도를 도달하는 데 충분히 잘 하여 4번째 경기에서 브라이언트의 연장전 탈취와 경기를 우승하는 슛과 함께 최고점에 달하였다.  그들은 6번째 경기에서 연장전에 126 대 118로 그 경기를 패하였다.  시리즈에서 한 경기에 브라이언트의 27.9 포인트에 불구하고, 레이커스는 깨지고 최후적으로 7개의 경기들에서 선스에게 떨어졌다.  6번째 경기의 패배에서 35개의 슛 중 20개에 50 포인트를 득점한 후, 브라이언트는 선스에게121 대 90으로 패한 7번째 경기의 후반전에서 3개만의 슛으로 비판을 받았다.
2006년 ~ 07년 시즌 동안 브라이언트는 자신의 9번째 올스타 경기 출연으로 선발되었고 2월 18일 그는 31 포인트, 6 어시스트와 6 스틸을 기록하여 자신의 2번째 경력 올스타 경기 MVP 상을 수상하였다.  시즌의 코스에 브라이언트는 다수의 온코트 사고들에 연루되기 시작하였다.  1월 28일 가능한 경기를 우승하는 점프슛에 접촉을 다가가는 시도를 하는 동안 그는 자신의 팔을 휘둘러 자신의 팔꿈치와 함께 스퍼스의 가드 마누 지노빌리의 얼굴을 쳤다.  리그의 재조사에 이어 브라이언트는 뉴욕 닉스를 상대로 매디슨 스퀘어 가든에서 열린 다음의 경기를 위하여 출전 정지를 당하였다.  후에 3월 6일 그는 동작을 되풀하는 것으로 보여 이번에는 미네소타 팀버울브스의 가드 마르코 야리치를 가격했다.  다음날 NBA는 브라이언트에게 그의 2번째 하나의 경기 출전 정지를 넘겼다.  3월 9일 그의 처음으로 돌아온 경기에서 그는 팔꿈치로 카일 코버의 얼굴을 쳤다.
3월 16일 브라이언트는 레이커스의 7개의 경기 패배 경향을 끝내는 도움을 준 트레일블레이저스를 상대로 홈 경기에서 시즌 최고의 65 포인트를 득점하였다.  이 일은 그의 11년 경력의 2번째로 최고 득점 상연이었다.  이어진 경기에 브라이언트는 자신이 멤피스 그리즐리스를 상대로 우승에서 자신이 60 포인트를 득점한 후, 팀버울브스를 상대로 50 포인트를 기록하여 1987년 조던이 마지막으로 한 이래 보이지 않은 3개의 연속적 50 플러스 포인트 경기들을 득점하는 데 2번째 레이커스 선수가 되었다.  이렇게 하는 데 또 하나 만의 레이커스 선수는 1962년 12월 3개의 연속적 경연들에서 50 플러스를 득점한 베일러였다.  이어진 날 뉴올리언스 호니츠를 상대로 브라이언트는 50 포인트를 득점하여 체임벌린의 뒤로 4개의 연속적 50 포인트 경기를 가니는 데 NBA 역사상 2번째 선수로 자신을 만들었다.  브라이언트는 그해를 10개의 50 플러스 포인트 경기들과 함께 끝냈다.  그는 또한 그 시즌에 자신의 2번째 연속 득점 타이틀을 우승하기도 하였다.  2006년 ~ 07년 시즌을 통하여 그의 셔츠는 미국과 중화인민공화국에서 최고로 팔리는 NBA 셔츠가 되었다.  다수의 저널리스트들은 코트에서 그의 지속적인 올스타 상연은 물론 브라이언트의 새 등번호로 향상된 세일에 귀착시켰다.  2007년 플레이오프들에서 레이커스는 다시 한번 피닉스 선스에 의하여 4 대 1로 첫 라운드에서 탈락되었다.

### 정상에 복귀 (2007년 ~ 10년)
2007년 5월 27일 ESPN은 만약 제리 웨스트가 완전한 권위와 함께 팀으로 돌아오지 않았다면 브라이언트가 자신이 이적되는 데 원해졌다는 주장을 하였다고 보고하였다.  브라이언트는 웨스트의 프랜차이즈로 복귀를 위한 자신의 욕망을 확실히 하였으나 만약 그 일이 일어나지 않으면 자신이 이적되기를 원한 것을 주장하는 데 부인하였다. 주장을 만든지 3시간 후에 브라이언트는 잭슨 감독과 대화를 가진 후 또 다른 인터뷰에서 자신이 자신의 결정을 재숙고하고 자신의 이적 요구를 후원하였다고 주장하였다.  브라이언트는 후에 센터 앤드루 바이넘이 올스타 제이슨 키드를 위하여 이적되었다는 것을 말한 아마추어 비디오에 보였다.
12월 23일 브라이언트는 매디슨 스퀘어 가든에서 열린 닉스를 상대로 경기에서 20,000 포인트를 도달하는 데 29세 122일의 최연소 선수가 되었다.  이 기록은 르브론 제임스에 의하여 깨진 이래였다.  자신의 슈팅 손의 작은 손가락 부상에 불구하고 브라이언트는 수술을 받는 대신 정규 시즌의 모든 82개의 경기들에 뛰었다.  2008년 9월 초순에 그는 수술을 받지 않기로 결정하였다.
스페인 출신의 올스타 파우 가솔의 계약에 의한 원조된 브라이언트는 자신의 팀을 57 승 25 패의 서부 최고 기록으로 이끌었다.  레이커스는 5월 8일 첫 라운드에서 덴버 너기츠를 휩쓸고 브라이언트는 공식적으로 리그의 MVP로 선언되었다.  자신의 MVP 상의 수상에 추가로 브라이언트는 5월 8일 자신 경력에서 3개의 연속적 시즌과 6번째로 올NBA 팀으로 단 만장 일치 만의 선발 선수였다.  그는 그러고나서 케빈 가넷과 NBA 올디펜시브 퍼스트 팀에 표제를 달아 24개의 1위 승인들을 포함하여 총 52 포인트를 받아 자신의 8번째 선발을 얻었다.
레이커스는 57 승 25 패의 기록과 함께 2007년 ~ 08년 정규 시즌을 끝내며 서부 컨퍼런스에서 1위를 하고 너기츠를 상대로 첫 라운드 경기를 위하여 자신들을 세웠다.  1번째 경기에서 경기의 대부분을 통하여 자신을 유인 선수로 만들었다고 말한 브라이언트는 레이커스가 안전하게 앞서도록 지키는 데 마지막 8분에 자신의 23 포인트 중 18를 득점하였다.  그 일은 2004년 그리즐리스가 스퍼스에게 4개의 경기들에서 떨어진 이래 플레이오프의 첫 라운드에서 휩쓸어지는 데 너기츠를 첫 50개의 우승 팀으로 만들었다.  재즈를 상대로 다음 라운드의 첫 경기에서 브라이언트는 1번째 경기에서 레이커스가 재즈를 꺾으면서 38 포인트를 득점하였다.  레이커스는 다음 경기에도 우승하였으나 브라이언트가 한 경기에 33.5 포인트로 올렸어도 3번째와 4번째 경기들을 떨어뜨렸다.  레이커스는 그러고나서 6번째 경기에서 준결승전을 우승하는 데 다음 2개의 경기들을 우승하였다.  이 일은 팀이 서부 컨퍼런스 결승전에서 스퍼스를 상대로 경기를 세웠다.  레이커스는 스퍼스를 5개의 경기들에서 꺾어 자신들을 보스턴 셀틱스를 상대로 NBA 결승전으로 보냈다. 이 일은 브라이언트 경력에서 5번째와 오닐 없이 결승전으로 가는 데 처음으로 특정을 지었다.  그러고나서 레이커스는 6개의 경기들에서 셀틱스에게 패하였다.

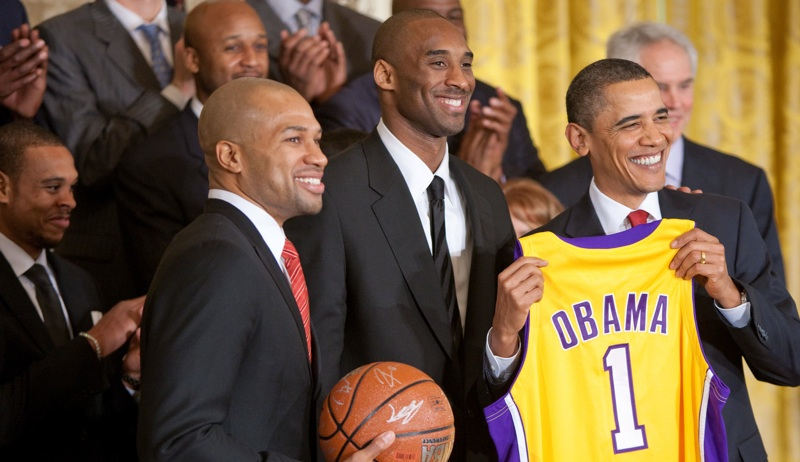
레이커스의 2009년 챔피언십에 명예를 주는 백악관 방문 동안 버락 오바마 대통령과 함께 한 데릭 피셔와 브라이언트

2008년 ~ 09년 시즌에 레이커스는 자신들의 첫 7개의 경기들을 우승하며 캠페인을 열었다.  브라이언트는 17 승 2 패로 간 시즌을 시작하는 데 가장 많은 우승들을 위한 프랜차이즈 기록을 동일시 하는 데 팀을 이끌었고, 12월의 중순에 그들은 21 승 3 패의 기록을 수집하였다.  그는 출발 선수로서 자신의 11번째 연속적 올스타 경기로 선발되었고, 3번이나 "이번 주의 서부 컨퍼런스 선수"로 임명되는 데 추가로 12월과 1월 "이번 달의 서부 컨퍼런스 선수"로 임명되었다.  2009년 2월 2일 닉스를 상대로 경기에서 브라이언트는 61 포인트를 득점하여 매디슨 스퀘어 가든에서 매겨진 가장 많은 포인트를 위한 기록을 세웠다.  2009년 NBA 올스타 경기가 열리는 동안 브라이언트는 27 포인트, 4 어시스트, 4 리바운드와 4 스틸을 평균하여 전 동료 선수 오닐과 공동으로 올스타 MVP 상을 수상하였다.  브라이언트는 르브론 제임스에 밀려 MVP 투표에서 2위를 하고, 자신 경력에서 7번째로 올NBA 퍼스트 팀과 올디펜시브 퍼스트 팀으로 선발되었다.
플레이오프들에서 레이커스는 5개의 경기에서 유타 재즈를 꺾고, 2개의 오프닝 라운드에서 휴스턴 로키츠를 7개의 경기에서 꺾었다.  6개의 경기들에서 덴버 너기츠를 꺾은 후, 레이커스는 자신들의 5개의 경기들에서 올랜도 매직을 꺾은 NBA 결승전에서 자신들의 2연속 진출을 얻었다.  브라이언트는 자신의 4번째 챔피언십에 자신의 첫 NBA 결승전 MVP 상을 수상하여 32.4 포인트, 7.4 어시스트, 5.6 리바운드, 1.4 스틸과 1.4 블로킹의 시리즈 평균을 얻었다.  그는 1969년 웨스트가 결승 시리즈를 위하여 최소한 32.4 포인트와 7.4 어시스트를 평균한 이래 첫 선수이며, 결승전에서 조던이 타이틀을 우승한 팀을 위하여 30 포인트, 5 리바운드와 5 어시스트를 평균한 이래 첫 선수이다.

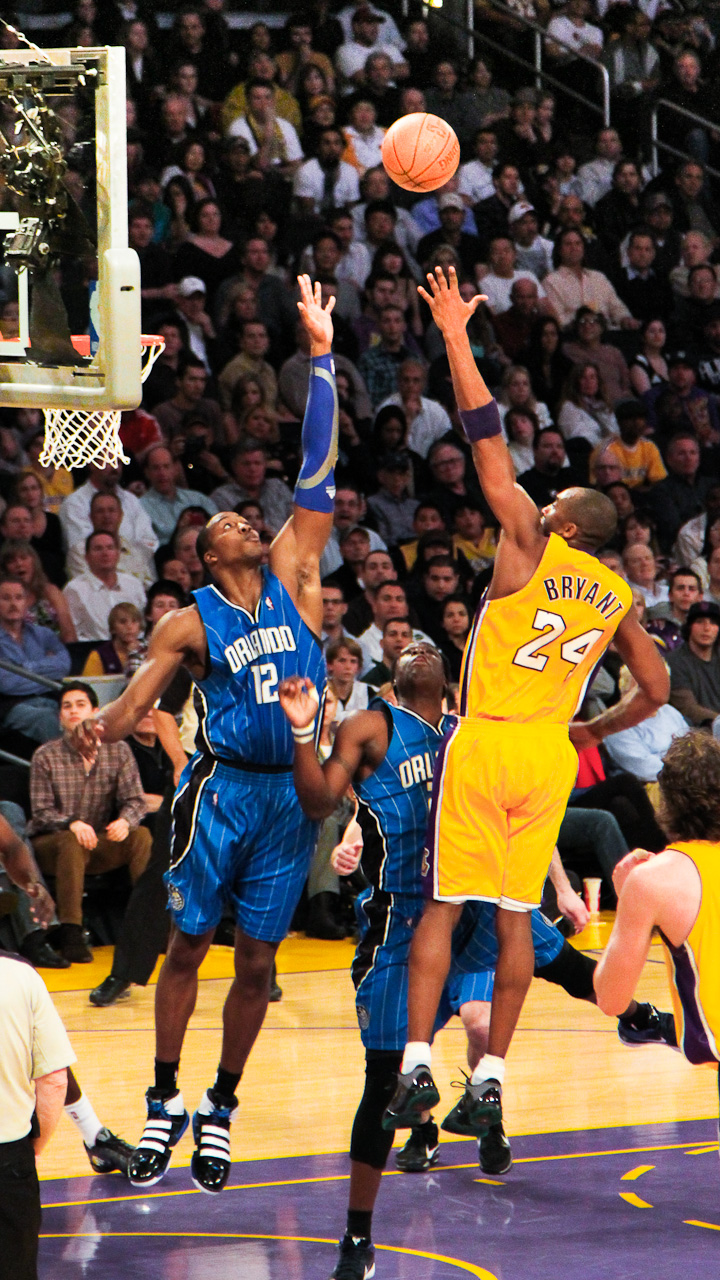
2010년 1월 18일 브라이언트가 훗날의 동료 선수이자 올랜도 매직의 드와이트 하워드에 왼손의 슛을 뜨는 모습

2009년 ~ 10년 시즌 동안 브라이언트는 2009년 12월 4일 마이애미 히트를 상대로 기적의 타격과 외다리의 3 포인트를 포함한 6개의 경기를 우승하는 슛을 이루었다.  브라이언트는 자신이 만든 가장 행운적인 하나의 슛을 숙고하였다.  1주 후, 브라이언트는 미네소타 팀버울브스를 상대로 자신의 오른쪽 손가락에 골절을 입었다.  부상에 불구하고 수술을 받는 데 시간을 빼먹는 것보다 지속적으로 활약하는 데 선출되었다.  자신의 손가락 부상이 일어난지 5주 후, 그는 이번에 연장전 경기에서 밀워키 벅스를 상대로 정식 경기에서 기회를 놓친 후, 또다른 경기를 우승하는 슛을 이루었다.  브라이언트는 시즌 동안 25,000 포인트를 도달하는 데 31세 151일의 최연소 선수가 되어 체임벌린을 앞섰다.  그는 지속적으로 킹스를 상대로 또다른 경기를 우승하는 3점 슛을 이루는 자신의 지배적인 움켜쥐은 활약들을 하였다.  이어진 잘에 그는 레이커스 프랜차이즈 역사상 사상의 지도력 득점자가 되는 데 웨스트를 앞섰다.  발목 부상으로부터 5번이나 출장하지 못한 후, 브라이언트는 복귀하여 그리즐리스를 상대로 4초가 남으면서 레이커스에게 1 포인트 선두를 주는 데 또다른 움켜쥐은 3점 슛을 이루었다.  2주 후, 그는 토론토 랩터스를 상대로 자신의 시즌의 6번째 경기를 우승하는 슛을 이루었다.
2010년 4월 2일 브라이언트는 8천 7백만 달러의 가치의 3년 확장 계약을 맺었다.  브라이언트는 자신의 무릎과 손가락에 부상의 이유로 마지막 5개의 경기들의 4개를 놓치며 정규 시즌을 끝냈다.  브라이언트는 시즌을 통하여 다수의 부상을 겪고 결과로서 9개의 경기들을 놓쳤다.  레이커스는 오클라호마시티 선더를 상대로 서부 컨퍼런스에서 6개의 경기들에서 꺾었다.  레이커스는 2번째 라운드에서 재즈를 휩쓸고, 서부 컨퍼런스 결승전으로 진출하여 피닉스 선스를 향하였다.  2번째 경기에서 브라이언트는 13 어시스트와 함께 경기를 끝내 플레이오프 경력 최고의 신기록을 세웠으며, 1996년 매직 존슨이 13 어시스트를 가진 이래 플레이오프들에서 레이커스 선수에 의한 가장 많은 어시스트였다.  2008년 챔피언 보스턴 셀틱스를 상대로 리매치에서 필드로부터 24점을 위하여 6점을 슛을 쏘는 데 불구하고 브라이언트는 챔피언십을 우승하는 데 7번째 경기에서 레이커스를 13 포인트 3번째 쿼터의 부족으로부터 원래로 이끌었으며, 4번째 쿼터에서 자신의 경기 최고 23 포인트의 10을 득점하여 15 리바운드와 함께 경기를 끝냈다.  브라이언트는 자신의 5번째 챔피언십을 우승하고 자신의 2연속 NBA 결승전 MVP 상을 수상하였다.  이 일은 NBA 결승전에서 보스턴 셀틱스를 상대로 레이커스가 7번째 경기를 우승한 처음으로 특징을 지었다.  브라이언트는 이 일이 자신의 5개의 챔피언십의 전부의 가장 만족이라고 말하였다.

### 6번째 챔피언십을 따라잡으며 (2010년 ~ 13년)
브라이언트는 조던의 총수와 조화하는 데 6번째의 챔피언십을 원하였다.  레이커스는 자신들의 첫 8개의 경기들을 우승하면서 2010년 ~ 11년 시즌을 시작하였다.  너기츠를 상대로 시즌의 자신의 9번째 경기에서 브라이언트는 26,000의 경력 포인트를 도달하는 데 NBA 역사상 최연소 선수가 되었다.  브라이언트는 2009년 1월 1일 이래 자신의 첫 트리플-더블을 기록하기도 하였다.  1월 30일 셀틱스를 상대로 그는 27,000 포인트를 득점하는 데 최연소 선수가 되었다.  2011년 2월 1일 브라이언트는 최소한 25,000 포인트, 5,000 리바운드와 5,000 어시스트와 함께 7명의 선수들 중의 하나가 되었다.  2월 10일 보스턴에서 브라이언트는 레이커스가 셀틱스에 92 대 86의 우승을 위한 초반의 15 포인트 부족으로부터 회복하면서 후반전에서 자신의 23 포인트 중 20을 득점하였다.  그 일은 리그의 최고 4개의 팀들 중 하나를 상대로 레이커스의 시즌의 첫 승리였다.  지도적인 투표를 받은 후, 브라이언트는 자신의 13번째 연속적 올스타 경기로 선발되어 2011년 올스타 경기에서 37 포인트, 14 리바운드와 3 스틸을 가지고 자신의 4번째 올스타 MVP 상을 수상하여 가장 많은 올스타 MVP 상을 위하여 네이스미스 농구 명예의 전당 헌액자 밥 페티트와 동점을 매겼다.  시즌 동안 브라이언트는 NBA 사상 경력 득점에 12위에서 6위로 올라가 존 하블리첵, 도미니크 윌킨스, 오스카 로버트슨, 하킴 올라주원, 엘빈 헤이스와 모지스 멀론을 제쳤다. 브라이언트는 한 경기에 29 슛보다 적게 평균하여 시즌을 끝냈다.
4월 13일 NBA는 이전 날의 경기에서 브라이언트가 좌절에 심판 베니 애덤스를 게이 치욕을 돌린 이유로 그에게 10만 달러의 벌금을 물게 하였다.  그는 후에 사죄하였고, 브라이언트와 다른 레이커스 선수들은 그의 행동을 비난한 레이커스 공동 서비스 발표에 나왔다.  또다른 3연승을 위한 팀의 탐색은 그들이 플레이오프들의 2번째 라운드에서 댈러스 매버릭스에 의하여 휩쓸어진 후 끝났다.  매버릭스는 그해의 NBA 결승전을 우승하러 갔다.

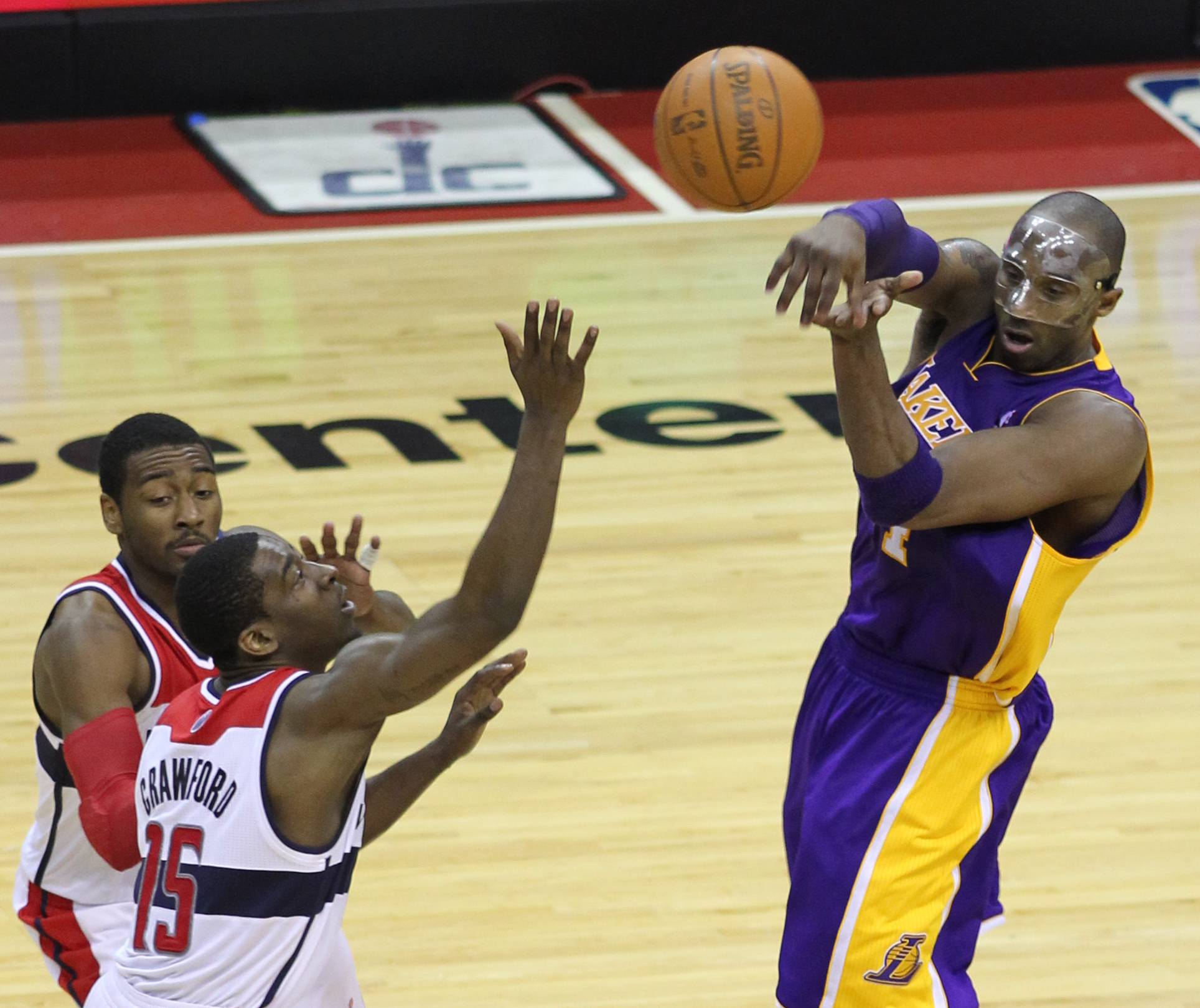
2012년 코가 부러진 후, 마스크를 쓴 브라이언트

브라이언트는 자신의 왼쪽 무릎과 발목의 고통을 치료하는 데 독일에서 오르토키네라 불리는 혈장 수술을 받았고, 마이크 브라운은 오프 시즌에 은퇴한 잭슨을 감독으로서 대체하였다.  브라이언트는 부상당한 손목과 함께 시즌 활약을 시작하였다.  2012년 1월 10일 브라이언트는 선스를 상대로 48 포인트를 득점하여 자신의 16번째 시즌에서 선수에 의하여 여태까지 가장 많은 포인트였다.  그는 다음 3개의 경기들에 40, 42와 42를 득점하러 갔다.  그 일은 4개의 연속적 경기들에서 그가 40 혹은 그 이상의 포인트를 득점한 6번째이다.  2012년 NBA 올스타 경기에서 브라이언트는 올스타 경기에서 경력 득점 선두자로서 조던을 통과하는 데 27 포인트를 득점하였다.  그는 또한 드웨인 웨이드로부터 강한 파울에 의하여 올스타 경기의 3번째 쿼터에서 코가 부러지고 진탕을 겪었다.  4월 브라이언트는 멍이 든 왼쪽 정강이와 함께 7개의 경기들을 놓쳤다.  그는 정규 시즌의 말기 전에 3개의 경기들에 돌아왔다.  킹스를 사앧로 정규 시즌의 마지막 경기에서 그는 가능한 자신의 3번째 NBA 득점 타이틀을 위하여 가지 않고, 케빈 듀랜트를 앞서는 데 38 포인트가 필요하였다.  레이커스는 플레이오프들의 2번째 라운드에서 듀란트의 오클라호마시티 선더에 의하여 녹아웃되어 5개의 경기들을 패하였다.
2012년 ~ 13년 시즌에 레이커스는 센터 드와이트 하워드와 포인트 가드 스티브 내시를 얻었다.  11월 2일 브라이언트는 2 스틸과 함께 40 포인트를 득점하여 스틸에서 레이커스의 경력 선두자로서 매직 존슨을 통과하였다.  하지만 레이커스는 클리퍼스에게 경기를 패하고, 34년만에 처음으로 0 승 3 패와 시즌을 시작하여 프랜차이즈 역사상 4번째였다.  시즌을 1 승 4 패로 시작한 후, 브라운 감독은 해고되었다.  그는 마이크 디앤토니에 의하여 대체되었으며, 브라이언트가 어린 시절에 자신의 부친이 이탈리아에서 활약하고 디앤토니가 거기에서 스타 선수였던 것을 알았다고 한다.  팀 USA와 함께 자신들의 시간 동안 브라이언트는 디앤토니와 가까웠다.  12월 5일 뉴올리언스 호니츠를 상대로 브라이언트는 30,000 포인트를 득점하는 데 리그 역사상 34세 104일의 최연소 선수가 되어 그 이정표를 도달하는 데 5명의 선수들 중의 하나로서 명예의 전당 헌액자 체임벌린, 조던, 카림 압둘자바와 칼 멀론에 가입하였다.  12월 18일 샬럿 밥캐츠를 상대로 101 대 100의 우승에서 브라이언트는 자신의 7번째 연속적 경기에서 30 이상의 포인트를 득점하여 34세가 된 후 NBA 선수에 의한 장기적 경향이며, 자신 경력에서 4번째로 장기적인 경향이었다.  그의 경향은 포틀랜드 트레일블레이저스를 상대로 자신이 27 포인트를 득점하고 4번째 쿼터 전체에 벤치에 앉았던 104 대 87의 우승에서 12월 28일 10에서 그의 경향이 재빨리 쏘아졌다.  팀의 방어를 향상시키는 운동에서 디앤토니는 브라이언트를 상대 팀의 최고 주변 선수를 가드하는 데 가졌고, 브라이언트는 15 포인트로 보유된 클리블랜드 캐벌리어스의 카이리 어빙에 주요 디펜더였다.  브라이언트는 더 약한 선수들을 상대로 활약할 때를 반대하면서 자신이 도전 방어 양도를 가질 때 더욱 전념된 디펜더였다는 것을 알았다.  그의 방어는 상대들을 분열시키고, 불운한 매치업으로부터 내시를 구하였다.
브라이언트는 첫 42개의 경기들의 거의를 통하여 득점에서 리그를 이끌고 있었다.  시즌으로 실망적인 17 승 25 패의 시작과 함께 디앤토니는 브라이언트가 공격에 주요 용이한 선수가 되는 데 간직하였다.  다음 3개의 경기들에서 브라이언트는 자신 경력에서 3 경기의 가장 많은 총 39의 어시스트와 함께 3개의 우승에서 최소한 10 어시스트를 가졌다.  그는 2회의 9 리바운드와 함께 각각의 경기에서 트리플-더블을 놓쳤다.  3월 2개의 중대한 우승에서 그는 최소한 40 포인트를 득점하여 연속적인 경기들에서 최소한 10 어시스트를 가져 1970년 웨스트 이래 업적의 성취를 이루는 데 첫 레이커스 선수가 되었다.
레이커스가 8번째이자 마지막 플레이오프를 확보하는 데 서부 컨퍼런스에서 싸우면서 팀에 몇몇의 선수들이 부상을 당하여 브라이언트는 각각의 경기에 전체의 48분을 활약하기 시작하였다.  2013년 4월 10일 브라이언트는 NBA 경기에서 47 포인트, 8 리바운드, 5 어시스트, 4 블록과 3 스틸을 얻는 데 NBA 역사상 첫 선수가 되었다.  4월 12일 브라이언트는 골든스테이트 워리어스를 상대로 아킬레스건이 찢어지면서 자신의 시즌을 끝냈다.  그의 부상은 자신이 7개의 연속적 쿼터를 활약하면서 7개의 연속적 경기를 위하여 최소한 40분을 활약하는 동안 왔다.  레이커스의 총장 미치 쿠프책은 10일 일찍이 브라이언트에게 그의 광범한 활약 시간에 관하여 말하였으나 브라이언트는 레이커스의 플레이오프 추진을 준 분들이 지속적으로 필요하다고 주장하였다.  브라이언트는 4월 13일 수술을 받고, 트레일블레이저스의 신인 선수 데이미언 릴러드 만이 더욱 많은 분들을 평균하고 있었다.  그는 27.3 포인트, 46.3% 슛, 5.6 리바운드와 6 어시스트의 평균을 득점한 자신의 습관적인 수와 함께 시즌을 끝냈다.  시즌 동안 그는 8번이나 40 포인트에 도달하고, 11번이나 10 혹은 그 이상의 어시스트를 가졌다.  브라이언트의 어시스트는 그의 경력의 2번째로 치고였고 그의 필드골 퍼센티지는 2008년 ~ 09년 시즌 이래 최고였다.  레이커스는 45 승 37 패에 시즌을 끝내 서부에서 7번째로 좋았다.  브라이언트 없이 레이커스는 플레이오프들의 첫 라운드에서 스퍼스에 의하여 4개의 경기에서 휩쓸어졌다.

### 부상의 세월들 (2013년 ~ 15년)

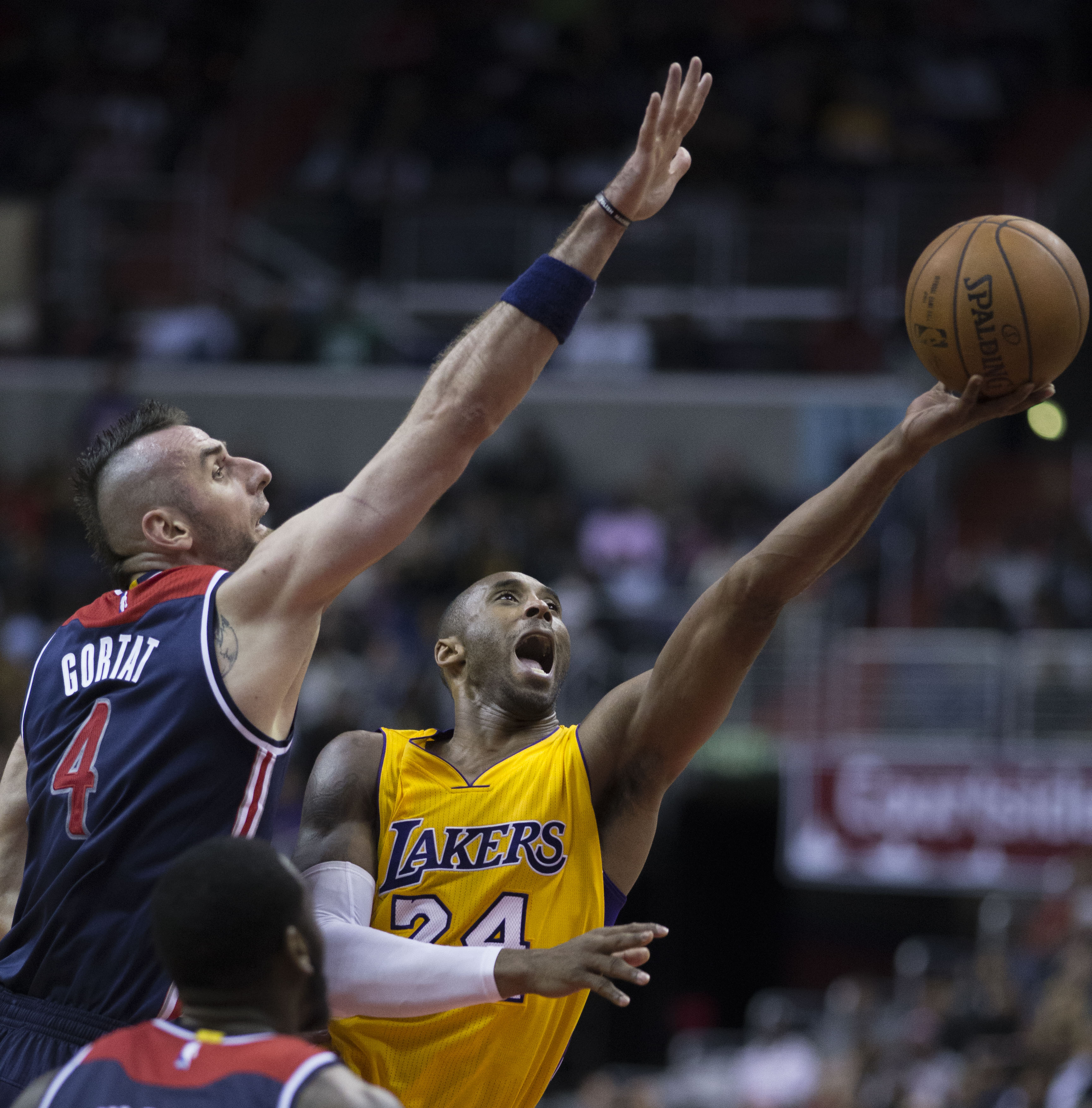
2014년 마르친 고르타트를 상대로 슛을 쏘는 브라이언트

2013년 ~ 14년 시즌이 이미 시작된 후, 2013년 11월 브라이언트는 연습을 다시 시작하였다.  11월 25일 그는 측량된 48.5백만 달러의 가치에 레이커스와 2년의 확장 계약을 맺었다.  그는 리그에서 가장 높은 봉급을 받는 선수로 남아있었으며, 한해에 3천 2백만 달러에서 시작된 확장을 받는 데 자격이 있어왔다.  브라이언트의 계약은 후원자들이 NBA의 대명성들은 자신들의 진실적인 가치보다 적은 돈을 벌었다고 대항한 동안 험담을 퍼뜨리는 사람들이 스타 선수들이 자신들의 팀을 더욱 재정적 자유로 허용하는 데 적은 돈을 가져가야 한다고 주장하면서 분극화된 주제가 되었다.  브라이언트는 시즌의 첫 19개의 경기들을 놓친 후, 12월 8일 활약으로 돌아왔다.  12월 17일 그는 그리즐리스에 96 대 92의 우승에서 21 포인트의 자신의 시즌 최고를 맞추었으나 6주 동안 그를 출장하지 못하게 하는 데 기대된 자신의 왼쪽 무릎에 측면 경골 상승 좌상을 겪었다.  그는 내시, 스티브 블레이크와 조던 파마에게 부상이 생긴 후, 자신의 아킬레스 부상으로부터 복귀한 이래 6개의 경기들을 활약하였다.  브라이언트는 13.8 포인트, 6.3 어시스트와 4.3 리바운드를 평균하고 있었다.  출전 금지를 당함에 불구하고, 그는 자신의 16번째 올스타 경기에서 시작하는 데 팬들에 의하여 투표되었다.  브라이언트는 자신이 선발될 만한 느낌이 들지 않고 어떤이들은 그것을 그의 지나간 상연을 위하여 경력 성취의 상으로 비교하였다.  하지만 경기에서 활약을 놓치고 아직도 자신의 무릎 부상에 의하여 방해되었다.  2014년 3월 12일 레이커스는 시즌의 나머지를 위하야 브라이언트를 배제하고, 더많은 갱생을 위한 그의 필요함을 인용하여 시즌에서 남은 시간을 제한시켰다.  동시에 팀은 22 승 42 패였으며, 서부 컨퍼런스에서 최약의 기록을 위하여 동점매겼다.  레이커스는 27 승 55 패로 끝내고 2005년 이래 처음으로 플레이오프들을 놓쳤다.
브라이언트는 2014년 ~ 15년 시즌을 위하여 디앤토니를 브라이언트의 전 동료 선수 바이런 스캇과 대체한 레이커스와 함께 자신의 19번째 시즌에 돌아왔다.  11월 30일 토론토 랩터스에 129 대 122의 연장전 승리에서 브라이언트는 31 포인트, 12 어시스트와 11 리바운드와 함께 자신의 20번째 경력 트리플-더블을 기록하였다.  36세의 나이로 그는 경기에서 30 포인트, 10 리바운드와 10 어시스트를 이루는 데 최연장 NBA 선수가 되었다.  12월 14일 브라이언트는 팀버울브스에 100 대 94의 우승에서 NBA의 3번째 사상 최고 득점자가 되어 조던을 통과하였다.  그는 시즌의 첫 27개의 경기들에서 활약하여 한 경기에 22.4 슛과 함께 리그를 이끄는 동안 한 경기에 26.4 포인트와 함께 팀 사상 최고의 기록을 평균하였다.  하지만 킹스에게 108 대 101의 패배에서 8 대 30의 슈팅에 25 포인트를 득점할 때 스캇 감독은 그의 시즌의 최악의 상연들 중의 하나 후 휴식을 가지는 데 3개의 연속적 경기들 후에 그를 경기 밖으로 몰아냈다.  그는 자신의 무릎, 발, 등과 아킬레스건에 쓰라림을 겪고 스캇은 포워드로 가는 그의 표준 작업량을 줄이는 계획을 세웠다.  3번이나 브라이언트는 경기에서 과도의 40분을 가지고, 감독은 그런 거대한 형태에서 그가 시즌을 시작한 후 그를 과부한 것에 자신을 핑계되었다.  시즌을 위하여 브라이언트는 필드로부터 37% 만을 슛을 쏘고 팀의 기록은 8 승 19 패 만이었다.  휴식 후 자신의 2번째 경기 복귀에서 그는 너기츠에 111 대 103의 우승에 23 포인트, 11 어시스트와 11 리바운드를 가졌으며, 36세 혹은 그 이상의 나이에 시즌에서 다수의 트리플-더블을 기록하는 데 리그 역사상 3번째 만의 선수가 되었다.  2015년 1월 21일 뉴올리언스 펠리컨스를 상대로 두손의 덩크슛을 위하여 기준선을 몰고 있는 동안 자신의 오른쪽 어깨에 회전근이 부러진 부상을 당하였다.  자신이 오른손 잡이여도 그는 경기에서 활약하는 데 돌아와 거의 자신의 왼손과 함께 독점적으로 슈팅, 드리블과 패스를 하는 동안 공격을 움직였다.  부상에 먼저 브라이언트는 16개의 경기들 중 8개에서 휴식을 취해왔다.  그는 부상을 위한 시즌을 끝내는 수술을 받고 시즌을 22.3 포인트를 평균하면서 끝냈으나 시즌을 시작하는 데 자신의 45.5%의 경력 표 아래의 경력 사상 낮은 37.3%를 슈팅하였다.  그는 2015년 ~ 16년 시즌의 시작을 향하여 목표가 된 복귀와 함께 9달간 경기에 출장하지 못하는 것으로 기대되었다.  레이커스는 21 승 61 패의 기록과 시즌을 끝내 이전의 해에 자신들이 세운 시즌에서 가장 많은 패배들의 프랜차이즈 기록을 앞섰다.

### 최종 시즌 (2015년 ~ 16년)

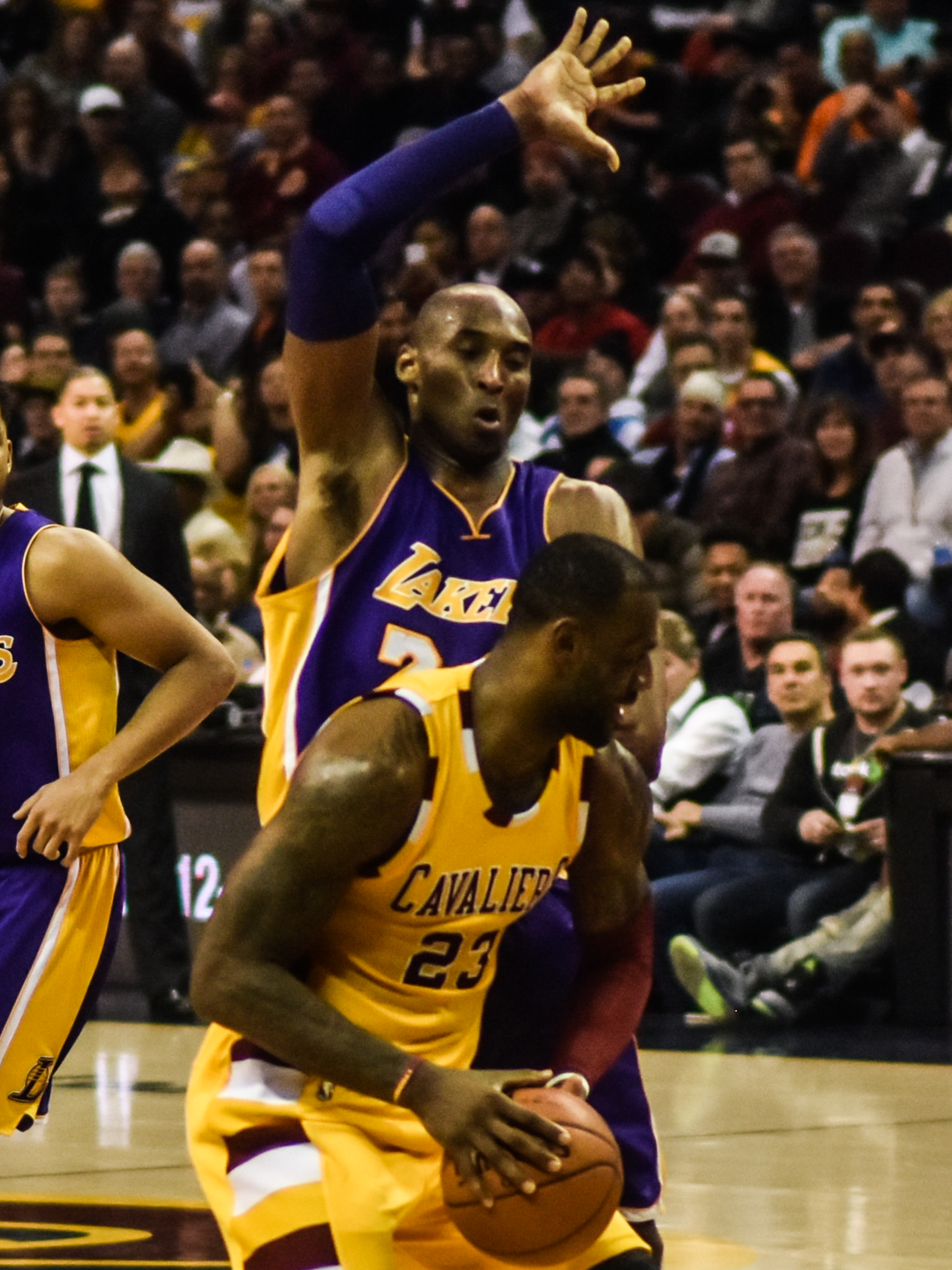
자신의 마지막 클리블랜드 캐벌리어스 경기에서 르브론 제임스를 방어하는 브라이언트

2015년 ~ 16년의 대비 시즌에서 활약하는 데 회복된 후, 브라이언트는 종아리 부상을 당하여 공개 경기의 마지막 2주를 놓쳤다.  하지만 그는 같은 팀과 가장 많은 시즌들을 위한 존 스탁턴의 19개의 리그 기록을 앞선 레이커스와 함께 자신의 20번째 시즌을 시작하는 데 시즌의 개막식에서 활약하였다.  11월 24일 레이커스는 워리어스에게 111 대 77로 패한 후 2 승 12 패로 떨어졌다.  브라이언트는 1 대 14의 슈팅에 25분에서 4 포인트 만을 득점하여 최소한 5개의 슈팅에서 자신이 시도한 자신 경력의 최악의 슈팅 경기를 짝지었다.  12월 1일 브라이언트는 자신의 고향 팀 필라델피아 세븐티식서스를 상대로 자신의 마지막 경기를 가졌으며, 레이커스는 103 대 91로 패하였다.
11월 29일 브라이언트는 시즌의 말기에 자신이 은퇴할 것이라고 공고하였다.  자신의 공고 시기에 그는 조던 클락슨의 뒤에 30분 8초에서 팀에 2번째로 있었고, 15.7 만의 포인트와 경력 사상 낮은 31.5%를 슈팅하는 동안 한 경기에 16.7 필드골 시도와 함께 팀을 이끌고 있었다.  그의 프리스로는 그의 경력 평균으로부터 떨어졌고, 그의 경기는 외상 위조들과 장기의 슛에 더욱 의지되어 거의 2배의 그의 경력 평균인 경기에 7을 시도하는 동안 3점 슛 거리로부터 리그 최악의 19.5%를 이루었다.  은퇴 선언 후, 자신의 기자 회견에서 그는 자신의 쇠퇴한 실력들을 인정하였다.
2월 3일 팀버울브스에 119 대 11의 우승을 위하여 마지막 5분 02초에 팀의 18 포인트 중의 14를 포함한 브라이언트는 7개의 3점 슛과 시즌 최고의 38 포인트를 득점하였다.  우승은 경향을 잃은 10 경기를 끝냈고, 레이커스는 프랜차이즈 역사상 장기적 패배 경향을 설립하였다.  브라이언트는 경기에서 최소한 35 포인트, 5 리바운드와 5 어시스트에 측정하는 데 37세의 나이에 4번째 만의 NBA 선수가 되었다.  브라이언트는 2016년 올스타 경기를 위하여 종합적인 투표를 얻어 스티븐 커리의 1.6백만 표를 앞섰다.  그 시즌에 스몰 포워드로 옮긴 브라이언트는 처음으로 프론트코트 출발 선수로서 선발되었다.  2013년 이래 자신의 첫 올스타 경기에서 활약한 브라이언트는 10 포인트, 6 리바운드와 7 어시스트를 가졌다.  웨스트의 동료 선수들은 또다른 올스타 MVP 상을 그에게 제공하였으나 그는 거절하였다.
4월 13일 시즌의 최종 경기에서 브라이언트는 자신의 마지막 NBA 경기에서 재즈를 상대로 NBA 시즌 최고의 60 포인트를 득점하여 4번째 쿼터에서 23 대 21로 재즈를 꺾어 레이커스에게 101 대 96의 승리를 주었다.  그는 37세 234일의 나이에 경기에서 60 혹은 이상의 포인트를 득점하는 데 최연장 선수가 되었다.  레이커스는 프랜차이즈 역사상 최약의 기록인 17 승 65 패의 기록과 함께 시즌을 끝냈다.

## 국가대표팀 경력

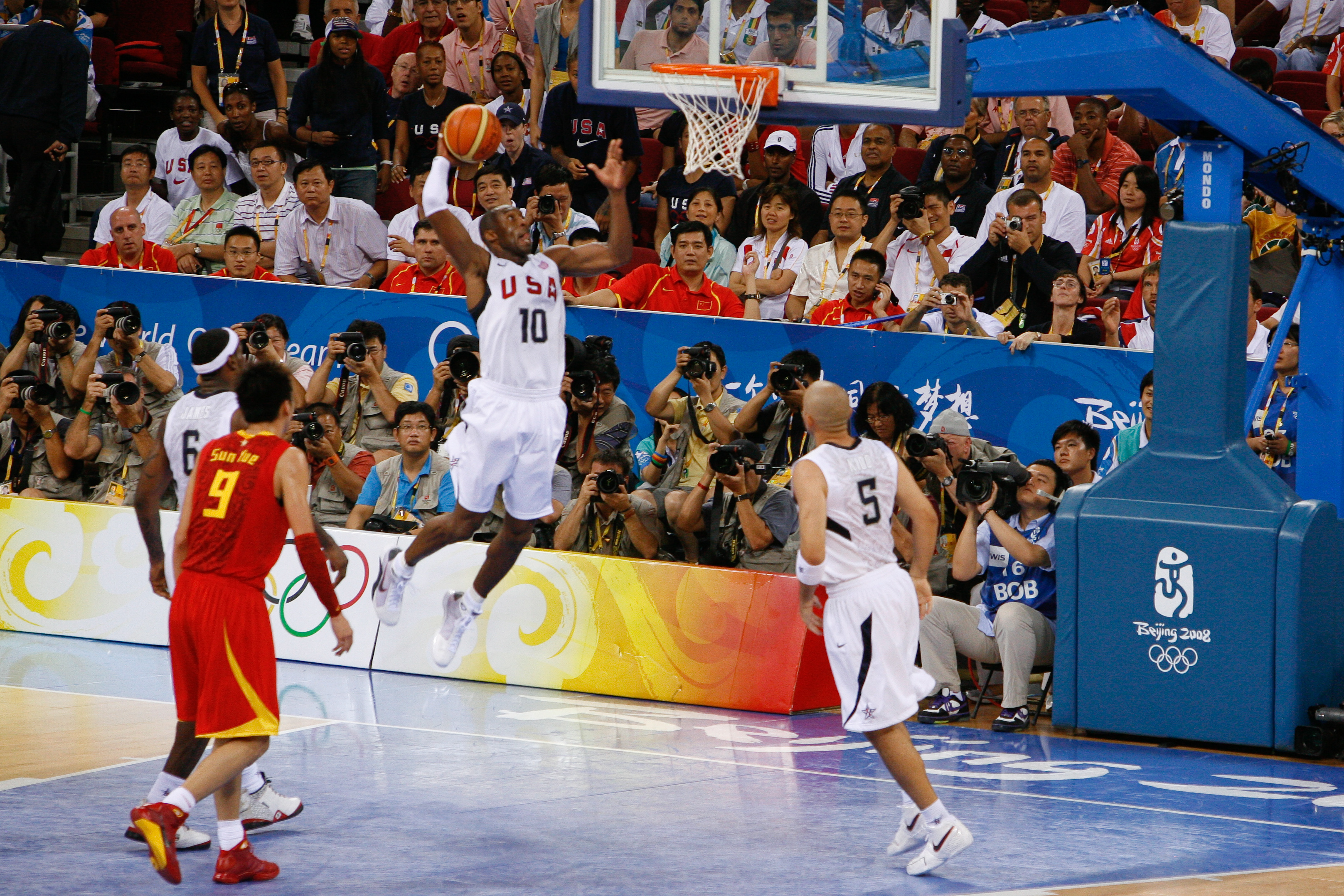
2008년 하계 올림픽에서

브라이언트는 오프 시즌에 결혼을 한 이유로 2000년 하계 올림픽 국가대표 차출을 거절했다.  그는 또한 2002년 FIBA 세계 선수권 대회에서 활약하지 않기로 결정하였다.  브라이언트는 원래 2003년 FIBA 미주 선수권 대회를 위하여 선발되었으나 어깨와 무릎 수술을 받은 후, 물러났다.  이어진 여름에 그는 자신의 성폭행 혐의 때문에 올림픽 국가대표팀에서 물러나야 했다. 르브론 제임스와 더불어 그는 제리 콜란젤로에 의하여 2006년 미국 예비 로스터(2006년 ~ 08년)에 공동적으로 임명된 2명의 선수들 중의 하나였다.  하지만 그는 다시 한번 무릎 수술 후에 경기에 출장하지 못하게 되었고, 그해의 FIBA 세계 선수권 대회에 참가하지 않았다.
브라이언트의 미국 국가대표팀 경력은 2007년부터 시작되었다. 그는 2007년 미국 남자 시니어 국가 대표팀과 10 대 0으로 우승한 미국 FIBA 미주 선수권 대회 팀, 그리고 2008년 하계 올림픽을 위한 미국 남자 팀의 일원이었다. 브라이언트는 토너먼트에서 한 경기에 15.3 포인트, 2.9 어시스트, 2.0 리바운드와 1.6 스틸을 평균하였다.
2008년 6월 23일 그는 베이징 올림픽을 앞두고 미국 국가대표팀으로 선발됐다. 이는 그의 첫 올림픽 출전이다. 2008년 8월 24일 농구 결승전에서 미국이 스페인을 118 대 107로 꺾으면서 브라이언트는 6어시스트와 함께 4쿼터에서 13점을 포함한 20득점을 올렸다. 8개의 올림픽 경연에서 그는 필드로부터 .462를 슈팅하는 동안 15.0 포인트, 2.8 리바운드와 2.1 어시스트를 평균하였다.
브라이언트는 2012년 하계 올림픽에도 출전했다. 그는 2연속 금메달을 획득한 후 국가대표팀에서 은퇴하였다.

## 은퇴 후
은퇴 후 캘리포니아주 사우전드 오크스에 자신의 별명을 본뜬 트레이닝 센터인 맘바 스포츠 아카데미를 열었다.
현역 시절에도 자신의 전용 헬리콥터로 출퇴근했던 그는 2020년 1월 26일 시코르스키 S-76(Sikorsky S-76)을 타고 맘바 스포츠 아카데미로 가던 중, 로스앤젤레스 서쪽의 칼라바사스에서 타고 있던 헬리콥터가 추락해 숨지고 말았다.
사고 소식이 전해진 후 그가 활약했던 NBA뿐만 아니라 한국프로농구에서도 그의 등번호였던 24, 8번에 맞춰 24초·8초 동안 공격 없이 경기 시간을 흘려보내는 것으로 그를 추모하였다.
2020년 올스타전부터 '코비 브라이언트 어워드'로 명명된 MVP는 카와이 레너드가 선정되었다.

## 정규시즌 기록
| 시즌     | 팀       | 경기수 | 선발출장 | 분/경기 | 필드골% | 3점슛% | 자유투% | 리바운드/경기 | 어시스트/경기 | 스틸/경기 | 블록/경기 | 득점/경기 |
| -------- | -------- | ------ | -------- | ------- | ------- | ------ | ------- | ------------- | ------------- | --------- | --------- | --------- |
| 1996-97  | 레이커스 | 71     | 6        | 15.5    | .417    | .375   | .819    | 1.9           | 1.3           | .7        | .3        | 7.6       |
| 1997-98  | 레이커스 | 79     | 1        | 26.0    | .428    | .341   | .794    | 3.1           | 2.5           | .9        | .5        | 15.4      |
| 1998-99  | 레이커스 | 50     | 50       | 37.9    | .465    | .267   | .839    | 5.3           | 3.8           | 1.4       | 1.0       | 19.9      |
| 1999-00  | 레이커스 | 66     | 62       | 38.2    | .468    | .319   | .821    | 6.3           | 4.9           | 1.6       | .9        | 22.5      |
| 2000-01  | 레이커스 | 68     | 68       | 40.9    | .464    | .305   | .853    | 5.9           | 5.0           | 1.7       | .6        | 28.5      |
| 2001-02  | 레이커스 | 80     | 80       | 38.3    | .469    | .250   | .829    | 5.5           | 5.5           | 1.5       | .4        | 25.2      |
| 2002-03  | 레이커스 | 82     | 82       | 41.5    | .451    | .383   | .843    | 6.9           | 5.9           | 2.2       | .8        | 30.0      |
| 2003-04  | 레이커스 | 65     | 64       | 37.6    | .438    | .327   | .852    | 5.5           | 5.1           | 1.7       | .4        | 24.0      |
| 2004-05  | 레이커스 | 66     | 66       | 40.7    | .433    | .339   | .816    | 5.9           | 6.0           | 1.3       | .8        | 27.6      |
| 2005-06  | 레이커스 | 80     | 80       | 41.0    | .450    | .347   | .850    | 5.3           | 4.5           | 1.8       | .4        | 35.4      |
| 2006-07  | 레이커스 | 77     | 77       | 40.8    | .463    | .344   | .868    | 5.7           | 5.4           | 1.4       | .5        | 31.6      |
| 2007-08  | 레이커스 | 82     | 82       | 38.9    | .459    | .361   | .840    | 6.3           | 5.4           | 1.8       | .5        | 28.3      |
| 2008-09  | 레이커스 | 82     | 82       | 36.1    | .467    | .351   | .856    | 5.2           | 4.9           | 1.5       | .4        | 26.8      |
| 2009-10  | 레이커스 | 73     | 73       | 38.47   | .456    | .329   | .811    | 5.4           | 5.0           | 1.5       | .3        | 27.0      |
| 2010-11  | 레이커스 | 82     | 82       | 33.53   | .451    | .323   | .828    | 5.1           | 4.7           | 1.2       | .1        | 25.3      |
| 2011-12  | 레이커스 | 58     | 58       | 38.3    | .430    | .303   | .845    | 5.4           | 4.6           | 1.2       | .3        | 27.9      |
| 2012-13  | 레이커스 | 63     | 63       | 38.17   | .475    | .343   | .841    | 5.4           | 5.7           | 1.3       | .3        | 27.8      |
| 통산기록 |          | 1224   | 1076     | 36.6    | .454    | .337   | .838    | 5.3           | 4.7           | 1.5       | .5        | 25.5      |
| 올스타   | 올스타   | 14     | 14       | 27.7    | .507    | .333   | .806    | 4.9           | 4.5           | 2.6       | .4        | 20.0      |

## 플레이오프 기록
| 시즌     | 팀       | 경기수 | 선발출장 | 분/경기 | 필드골% | 3점슛% | 자유투% | 리바운드/경기 | 어시스트/경기 | 스틸/경기 | 블록/경기 | 득점/경기 |
| -------- | -------- | ------ | -------- | ------- | ------- | ------ | ------- | ------------- | ------------- | --------- | --------- | --------- |
| 1996-97  | 레이커스 | 9      | 0        | 14.8    | .382    | .261   | .867    | 1.2           | 1.2           | .3        | .2        | 8.2       |
| 1997-98  | 레이커스 | 11     | 0        | 20.0    | .408    | .214   | .689    | 1.9           | 1.5           | .3        | .7        | 8.7       |
| 1998-99  | 레이커스 | 8      | 8        | 39.4    | .430    | .348   | .800    | 6.9           | 4.6           | 1.9       | 1.2       | 19.8      |
| 1999-00  | 레이커스 | 22     | 22       | 39.0    | .442    | .344   | .754    | 4.5           | 4.4           | 1.5       | 1.5       | 21.1      |
| 2000-01  | 레이커스 | 16     | 16       | 43.4    | .469    | .324   | .821    | 7.3           | 6.1           | 1.3       | .8        | 29.4      |
| 2001-02  | 레이커스 | 19     | 19       | 43.8    | .434    | .379   | .759    | 5.8           | 4.6           | 1.4       | .9        | 26.6      |
| 2002-03  | 레이커스 | 12     | 12       | 44.3    | .432    | .403   | .827    | 5.1           | 5.2           | 1.2       | .1        | 32.1      |
| 2003-04  | 레이커스 | 22     | 22       | 44.2    | .413    | .247   | .813    | 4.7           | 5.5           | 1.9       | .3        | 24.5      |
| 2005-06  | 레이커스 | 7      | 7        | 44.9    | .497    | .400   | .771    | 6.3           | 5.1           | 1.1       | .4        | 27.9      |
| 2006-07  | 레이커스 | 5      | 5        | 43.0    | .462    | .357   | .919    | 5.2           | 4.4           | 1.0       | .4        | 32.8      |
| 2007-08  | 레이커스 | 21     | 21       | 41.1    | .479    | .302   | .809    | 5.7           | 5.6           | 1.7       | .4        | 30.1      |
| 2008-09  | 레이커스 | 23     | 23       | 40.9    | .457    | .349   | .883    | 5.3           | 5.5           | 1.7       | .9        | 30.2      |
| 2009-10  | 레이커스 | 23     | 23       | 40.1    | .458    | .374   | .842    | 6.0           | 5.5           | 1.4       | .7        | 29.2      |
| 2010-11  | 레이커스 | 10     | 10       | 35.4    | .446    | .293   | .820    | 3.4           | 3.3           | 1.6       | .3        | 22.8      |
| 2011-12  | 레이커스 | 12     | 12       | 39.7    | .439    | .283   | .832    | 4.8           | 4.3           | 1.3       | .2        | 30.0      |
| 통산성적 |          | 220    | 200      | 39.3    | .448    | .331   | .816    | 5.1           | 4.7           | 1.4       | .6        | 25.6      |

## 같이 보기
- 올림픽 농구 메달리스트 목록